# Lohitzun-Oyhercq
Lohitzun-Oyhercq (in basco: Lohitzüne-Oihergi) è un comune francese di 213 abitanti situato nel dipartimento dei Pirenei Atlantici nella regione della Nuova Aquitania.

## Società

### Evoluzione demografica
Abitanti censiti